# Korruptionsregister
Mit der Errichtung eines Korruptionsregisters wird bezweckt, Unternehmen oder Personen mit schweren Verfehlungen von der Vergabe öffentlicher Aufträge auszuschließen. Seit 1. Juni 2022 befindet sich das Wettbewerbsregister im vollen Betrieb. Durch die Abfragepflicht beim Wettbewerbsregister sind die bisher bestehenden Abfragepflichten für Auftraggeber im Hinblick auf die Korruptionsregister der Länder und auf das Gewerbezentralregister außer Kraft gesetzt worden.

## Bedeutung
In einem Korruptionsregister sollen Unternehmen und/oder Personen in einer Liste aufgeführt werden, welche durch Bestechungen (Korruption), illegale Beschäftigung, Verstoß gegen das Kriegswaffenkontrollgesetz, Verstoß gegen Wettbewerbsbestimmungen oder Schwarzarbeit in einem besonderen Maße straffällig wurden.
In Diskussion stand, dass Öffentliche Auftraggeber gesetzlich verpflichtet werden sollten, Personen und Unternehmen an das Register zu melden, sobald schwere Verfehlungen bekannt werden.
Diskutiert wurde, die registerführende Stelle beim Bundesamt für Wirtschaft und Ausfuhrkontrolle einzurichten. Zugriffsberechtigt könnten dann nicht nur Staatsanwälte und Landeskriminalämter sein. Auch den ausschreibenden Kommunen und anderen öffentlichen Auftraggebern würde der Zugriff erteilt werden.

## Gesetzesinitiativen

### Bundesrepublik Deutschland
Am 26. April 2002 hat der Bundestag das Gesetz zur tariflichen Entlohnung bei öffentlichen Aufträgen und zur Einrichtung eines Registers über unzuverlässige Unternehmen verabschiedet. Am 27. September 2002 hat der Bundesrat das Gesetz zur Einrichtung eines Registers über unzuverlässige Unternehmen („Korruptionsregister“) mit den Stimmen der unionsgeführten Länder abgelehnt, nachdem zuvor im Vermittlungsausschuss keine Einigung erzielt worden war.
Am 26. Juni 2013, der letzten Sitzung des Bundestages in dieser Legislaturperiode, wurde die Abschlussberatung des Gesetzentwurfes von Bündnis 90/Die Grünen im Ausschuss für Wirtschaft und Technologie von den Mehrheitsfraktionen blockiert; dadurch konnte der Entwurf nicht mehr zur Abstimmung in den Bundestag eingebracht werden. Die Fraktion von Bündnis 90/Die Grünen hatte am 7. November 2012 einen Gesetzentwurf (Drs. 17/11415) eingebracht, nach dem Unternehmen, die unter anderem wegen Korruptionsstraftaten verurteilt worden sind oder gegen die ein hinreichender Korruptionsverdacht besteht, für bis zu fünf Jahre in einem Korruptionsregister geführt werden. Durch den langen Zeitraum sollte es öffentlichen Auftraggebern ermöglicht werden, die Zuverlässigkeit der potenziellen Auftragnehmer vor der Auftragsvergabe effektiver prüfen zu können.
Am 1. Juni 2017 beschloss der Bundestag mit den Stimmen der großen Koalition die Einführung eines bundesweiten Wettbewerbsregisters. Grüne und Linke enthielten sich. Das Register soll spätestens 2020 funktionsfähig sein. Die Register der Bundesländer werden dann gelöscht. Am 18. Juli 2017 wurde es erlassen (BGBl. I S. 2739).

### Nordrhein-Westfalen
Am 14. September 2004 haben die Landtagsfraktionen von SPD und Bündnis 90/Die Grünen das Gesetz zum Aufbau eines Korruptionsregisters als Entwurf vorgestellt, um es in den Landtag einzubringen. Damit war NRW das erste Bundesland, in dem es Bestrebungen für eine gesetzliche Verankerung eines Korruptionsregisters gab. Am 15. Dezember 2004 hat der Düsseldorfer Landtag ein Antikorruptionsgesetz verabschiedet. NRW wurde damit das erste Bundesland, das ein Register über korrupte Unternehmer führt. Per Gesetz soll nun verankert werden, dass bei einer Auftragsvergabe durch Land und Kommunen, die Seriosität der beauftragten Firmen geprüft wird. Pflicht wird die Prüfung jedoch erst bei einem Auftragsvolumen ab 25.000 Euro. Ab dem 1. März 2005 können die öffentlichen Vergabestellen aller Bundesländer bei Vergaben mit einem Auftragswert ab 50.000 Euro in NRW anfragen, ob dort eine Eintragung vorliegt.

### Berlin
Am 19. April 2006 wurde das „Gesetz über die Einrichtung und Führung eines Registers über korruptionsauffällige Unternehmen in Berlin – Korruptionsregistergesetz“ – (KRG) beschlossen und am 3. Mai 2006 im Gesetz- und Verordnungsblatt für Berlin, Ausgabe Nr. 16/2006, S. 358 verkündet. Am 1. Juni 2006 begann die Senatsverwaltung für Stadtentwicklung das Korruptionsregister zentral über korruptionsauffällige Unternehmen in Berlin zu führen. Nun sind öffentliche Auftraggeber gesetzlich verpflichtet für alle Arten von öffentlichen Aufträgen ab einem Auftragswert von 15.000 Euro im Register bekannte korruptionsrelevante oder andere Verstöße nachzufragen.

### Baden-Württemberg
Die Verwaltungsvorschrift der Landesregierung und der Ministerien zur Korruptionsverhütung und -bekämpfung vom 15. Januar 2013 regelt den Ausschluss von privaten Unternehmen, die mit rechtswidrigen Verhaltensweisen oder verwerflichen Mitteln öffentliche Aufträge erlangen und zu erlangen. Hierzu wurde beim Regierungspräsidium Karlsruhe eine Melde- und Informationsstelle eingerichtet. Das Register enthält zum Stand 1. Januar 2020 keine Einträge.

## Verfassungsbedenken
Die teilweise diskutierte gesetzlich geforderte Registrierung von Personen und Unternehmen, die auch während eines Strafverfahrens, Bußgeldverfahrens oder schon bei der Zulassung einer Anklage bereits registriert werden sollen, ist mit der Verfassung möglicherweise nicht vereinbar. Denn solange kein rechtskräftiger Verstoß festgestellt ist, muss die Unschuldsvermutung im Vordergrund stehen.

## Unverbindliche Listen
Teilweise sind unverbindliche Listen als Korruptionsregister in den Bundesländern aufgebaut.
Seit 1999 existiert durch einen Erlass des Finanzministeriums in Nordrhein-Westfalen ein Korruptionsregister. Bis auf Landesbehörden werden keine anderen öffentlichen Auftraggeber rechtlich zu einem Vergabeausschluss gezwungen. Auch zu einem Meldewesen strafauffälliger Personen und Unternehmer gibt es keine Verpflichtung. Die Mitarbeit der Kommunen ist freiwillig.
Im Jahr 2002 standen 17 Unternehmen im Register, täglich gingen 170 Anfragen von Behörden ein. Wer registriert ist, kann drei Jahre keine öffentlichen Aufträge bekommen.